# 伊藤薫平
伊藤 薫平（いとう くんぺい、1983年5月3日 - ）は、静岡第一テレビ（SDT）のアナウンサー。

## 来歴・人物
福岡県北九州市出身。三人兄妹の長男。明治大学法学部卒業。血液型はA型。2006年テレビ高知（KUTV）に入社、同期のアナウンサーは藤﨑美希。2015年3月KUTVを退社、同月末SDTに入社。2017年頃、結婚している。
少年時代は、サッカー少年。学生の頃は、クラスの中心にいた人気者であった。
運動神経はいい。しかし演技、歌、ダンスは、あまり得意ではない。
好きな歌手は、FUNKY MONKEY BABYS。初めて本人に会った時すぐに号泣した。
大学生時代は、家族と共に千葉県にて過ごす。政治経済学部の基礎マスコミ研究室にも所属し、北海道放送アナウンサーの水野善公の一つ後輩に当たる。
静岡第一テレビに就職、現在に至る。
静岡第一テレビのアナウンサーは、ドラマや映画などのパロディ告知映像が人気である。特に伊藤は、主役の枠を担当する事が多い。

## 現在の担当番組
- everyしずおか
- まるごと
- FRONT ZERO

## 過去の担当番組
- イブニングKOCHI
- 歌って走ってキャラバンバン - MC
- KUTVニュース
- news every.しずおか - キャスター
- マルシェア- メインMC（月・火曜日）
- しずプリ